# Hypharpax
Hypharpax – rodzaj chrząszczy z rodziny biegaczowatych i podrodziny Harpalinae.

## Morfologia
Ciało u gatunków nowozelandzkich długości od 4,5 do 7 mm. Grzbietowa część głowy i tułowia bez uszczecinionych mikroporów. Żuwaczki krótkie, silnie zakrzywione, rozszerzone wierzchołkowo. Labrum silnie poprzeczne o wierzchołku prostym lub lekko obrzeżonym. Owłosienie czułek zaczyna się od około ½ trzeciego członu. Bródka z zębem środkowym umiarkowanie krótszym od bocznych płatków. Bródka i podbródek oddzielone pełnym poprzecznym szwem. Przedostatni segment głaszczków wargowych o 3 lub więcej szczecinkach. Przedplecze poprzeczne, prawie wielokątne, o podstawie prostej lub nieco wypukłej, bocznych wyniesieniach kompletnych, a przednim i tylnym niekompletnym środkowo. Tarczka widoczna. Wierzchołek płatka przedpiersia owłosiony. Uda tylnych odnóży z 4-6 długimi szczecinami na tylnej krawędzi. Rzędy uszczecinonych punktów nieobecne na 3, 5 i 7 międzyrzędzie pokryw. Seria pępkowatych uszczecinień na 9 międzyrzędzie podzielona na 2 główne grupy, z których tylna ciągła. Wentryty 2 i 3 u samców bez uszczecinionych dołeczków, a 5 i 6 u obu płci bez krótkich szczecinek i tylko z jedną parą szczecinek o zmiennej pozycji. Aedeagus w widoku bocznym silnie łukowaty, a w grzbietowym asymetryczny o ostium zgiętym w prawo. Grzbietowy obszar błoniasty aedeagusa szeroki, sięgający do bulwy podstawowej. Dysk wierzchołkowy obecny. Woreczek wewnętrzny uzbrojony.

## Występowanie
Przedstawiciele rodzaju występują na Nowej Zelandii, Tasmanii, Lord Howe, Nowej Gwinei, w Australii i Indonezji.

## Taksonomia
Takson wprowadzony został w 1825 roku przez Williama Sharpa Macleaya jako podrodzaj rodzaju Harpalus. Gatunkiem typowym jest Harpalus (Hypharpax) lateralis.
Opisano dotąd 29 gatunków z tego rodzaju:
- Hypharpax aereus (Dejean, 1829)
- Hypharpax antarcticus (Castelnau, 1867)
- Hypharpax assimilis (Macleay, 1888)
- Hypharpax australasiae (Dejean, 1829)
- Hypharpax australis (Dejean, 1829)
- Hypharpax bostockii (Castelnau, 1867)
- Hypharpax celebensis Chaudoir, 1878
- Hypharpax convexiusculus (Macleay, 1871)
- Hypharpax dentipes (Wiedemann, 1823)
- Hypharpax deyrollei (Castelnau, 1867)
- Hypharpax flavitarsis Chaudoir, 1878
- Hypharpax flindersii (Castelnau, 1867)
- Hypharpax habitans Sloane, 1895
- Hypharpax interioris Sloane, 1895
- Hypharpax kingii (Castelnau, 1867)
- Hypharpax kreftii (Castelnau, 1867)
- Hypharpax moestus (Dejean, 1829)
- Hypharpax nitens Sloane, 1911
- Hypharpax obsoletus Blackburn, 1892
- Hypharpax peronii (Castelnau, 1867)
- Hypharpax puncticollis (Macleay, 1888)
- Hypharpax queenslandicus (Csiki, 1932)
- Hypharpax ranula (Castelnau, 1867)
- Hypharpax rotundipennis Chaudoir, 1878
- Hypharpax sculpturalis (Castelnau, 1867)
- Hypharpax simplicipes Chaudoir, 1878
- Hypharpax sloanei Blackburn, 1891
- Hypharpax subsericeus (Macleay, 1888)
- Hypharpax vilis Blackburn, 1891